# Quốc hội Lập hiến Nga
Quốc hội Lập hiến Nga (tiếng Nga: Всероссийское Учредительное собрание, đã Latinh hoá: Vserossiyskoye Uchreditelnoye sobraniye) là một cơ quan lập hiến được triệu tập ở Nga sau Cách mạng Tháng Mười năm 1917 , được Chính phủ Nga thành lập vào khoảng 13 giờ, 4:00-05:00, ngày 18 - 19 Tháng 1 (lịch cũ 5-6 Tháng 1 năm 1918). Sau đó, nó đã bị Ủy ban điều hành trung ương Nga giải tán, biến Đại hội Xô viết toàn Nga lần thứ ba trở thành cơ quan quản lý mới của Nga.